# Si Yajie
Si Yajie (chinesisch 司雅杰, Pinyin Sī Yǎjié; * 4. Dezember 1998 in Xi’an) ist eine chinesische Wasserspringerin. Sie nimmt an Synchron- und Einzelwettbewerben vom 10-Meter-Turm teil. 
Si Yajie startet seit 2011 bei internationalen Wettbewerben und gewann 2012 in Fort Lauderdale zum ersten Mal ein Grand-Prix-Springen. An der World Series nahm sie 2013 zum ersten Mal teil und belegte auch dort sofort Podestplätze im Einzel- und Synchronspringen vom Turm, woraufhin sie an den Weltmeisterschaften in Barcelona teilnahm. Dort gewann sie im Turmspringen im Alter von 14 Jahren vor ihrer Teamkollegin Chen Ruolin sowie Julija Prokoptschuk den Titel. 2014 gewann sie bei den Asienspielen in Incheon ebenfalls die Goldmedaille im Turmspringen. Bei den Weltmeisterschaften 2015 verpasste sie als Vierte eine Medaille im Einzel knapp, gewann aber zusammen mit Tai Xiaohu den Titel im erstmals bei einer WM ausgetragenen Mixed-Synchronspringen vom Turm.